# Rotenturm
Rotenturm(an der Pinka) (Kroatisch: Verešvar / Hongaars: Vasvörösvár) is een gemeente in de Oostenrijkse deelstaat Burgenland, gelegen in het district Oberwart (OW). De gemeente heeft ongeveer 1400 inwoners. Onderdeel van de gemeente is het Hongaarstalige dorpje Siget in der Wart dat samen met Oberwart en Unterwart een Hongaarse microregio vormt in Burgenland.

## Geografie
Rotenturm heeft een oppervlakte van 17 km². Het ligt in het uiterste oosten van het land.
Kadastrale gemeenten zijn Rotenturm an der Pinka, Siget in der Wart en Spitzzicken.
Bad Tatzmannsdorf · Badersdorf · Bernstein · Deutsch Schützen-Eisenberg · Grafenschachen · Großpetersdorf · Hannersdorf · Jabing · Kemeten · Kohfidisch · Litzelsdorf · Loipersdorf-Kitzladen · Mariasdorf · Markt Allhau · Markt Neuhodis · Mischendorf · Neustift an der Lafnitz · Oberdorf im Burgenland · Oberschützen · Oberwart · Pinkafeld · Rechnitz · Riedlingsdorf · Rotenturm · Schachendorf · Schandorf · Stadtschlaining · Unterkohlstätten · Unterwart · Weiden bei Rechnitz · Wiesfleck · Wolfau
- Gemeinsame Normdatei: 10010081-8
- Library of Congress Control Number: no2014107381
- Virtual International Authority File: 141636326
- WorldCat: E39PBJyh7RrGb9hgdW6g6h34v3